# Prioninae
De Prioninae vormen een onderfamilie van kevers uit de familie van de boktorren (Cerambycidae).

## Geslachten
- Tribus Acanthophorini Thomson, 1864
  - Acanthophorus Audinet-Serville, 1832
  - Anthracocentrus Quentin & Villiers, 1983
  - Bracheocentrus Quentin & Villiers, 1983
  - Ceratocentrus Aurivillius, 1903
  - Eotithoes Quentin & Villiers, 1983
  - Tithoes Thomson, 1864
- Tribus Aegosomatini Thomson, 1861
  - Aegosoma Audinet-Serville, 1832
  - Acideres Guérin-Méneville, 1858
  - Aegolipton Gressitt, 1940
  - Aerogrammus Bates, 1875
  - Baralipton Thomson, 1857
  - Cyanolipton Komiya, 2004
  - Dandamis Gahan, 1906
  - Dinoprionus Bates, 1875
  - Komiyasoma Drumont & Do, 2013
  - Megobaralipton Lepesme & Breuning, 1952
  - Megopis Audinet-Serville, 1832
  - Metaegosoma Komiya & Drumont, 2012
  - Nepiodes Pascoe, 1867
  - Oceanomegopis Komiya & Drumont, 2009
  - Paradandamis Aurivillius, 1922
  - Rhineimegopis Komiya & Drumont, 2001
  - Spinimegopis Ohbayashi, 1963
  - Toxeutes Newman, 1840
  - Ziglipton Komiya, 2003
- Tribus Anacolini Thomson, 1857
  - Anacolus Berthold, 1827
  - Allaiocerus Galileo, 1987
  - Atrocolus Monné M. A. & Monné M. L., 2008
  - Biribellus Galileo, 1987
  - Calloctenus White, 1850
  - Casiphia Fairmaire, 1894
  - Chariea Audinet-Serville, 1832
  - Cycloprionus Tippmann, 1953
  - Delocheilus Thomson, 1861
  - Drumontiana Danilevsky, 2001
  - Episacus Waterhouse, 1880
  - Erythraenus Bates, 1875
  - Flabellomorphus Galileo & Martins, 1990
  - Galileoana Chemsak, 1998
  - Hovorelus Galileo & Monné, 2003
  - Myzomorphus Dejean, 1835
  - Nicias Thomson, 1857
  - Oideterus Thomson, 1857
  - Otheostethus Bates, 1872
  - Phaolus Pascoe, 1863
  - Piesacus Galileo, 1987
  - Poekilosoma Audinet-Serville, 1832
  - Prionapterus Guérin-Méneville, 1831
  - Psephactus Harold, 1879
  - Rhachicolus Galileo, 1987
  - Rhodocharis Lacordaire, 1869
  - Sarmydus Pascoe, 1867
  - Sobarus Harold, 1879
  - Stolidodere Aurivillius, 1914
  - Ucai Galileo & Martins, 2009
  - Vietetropis Komiya, 1997
  - Xanthonicias Galileo, 1987
- Tribus Cacoscelini Thomson, 1861
  - Cacosceles Newman, 1838
  - Guedesia Ferreira & Veiga-Ferreira, 1952
  - Notophysis Audinet-Serville, 1832
- Tribus Callipogonini Thomson, 1861
  - Callipogon Audinet-Serville, 1832
  - Apotrophus Bates, 1875
  - Cacodacnus Thomson, 1861
  - Chorenta Gistel, 1848
  - Ctenoscelis Audinet-Serville, 1832
  - Cubaecola Lameere, 1912
  - Enoplocerus Audinet-Serville, 1832
  - Hephialtes Thomson, 1864
  - Jamwonus Harold, 1879
  - Navosoma Blanchard, 1847
  - Orthomegas Audinet-Serville, 1832
  - Seticeros Perger & Santos-Silva, 2010
  - Spiloprionus Aurivillius, 1897
  - Stictosomus Audinet-Serville, 1832
- Tribus Calocomini Galileo & Martins, 1993
  - Calocomus Audinet-Serville, 1832
- Tribus Cantharocnemini Thomson, 1861
  - Cantharocnemis Audinet-Serville, 1832
  - Cantharoctenus Westwood, 1866
  - Sceleocantha Newman, 1840
- Tribus Ergatini Fairmaire, 1864
  - Ergates Audinet-Serville, 1832
  - Apocaulus Quentin & Villiers, 1977
  - Callergates Lameere, 1904
  - Eudianodes Pascoe, 1868
  - Trichocnemis LeConte, 1851
- Tribus Eurypodini Gahan, 1906 (1868)
  - Eurypoda Saunders, 1853
  - Hystatus Thomson, 1861
  - Palaeomegopis Boppe, 1911
- Tribus Hopliderini Thomson, 1864
  - Hoplideres Audinet-Serville, 1832
  - Derelophis Quentin & Villiers, 1972
  - Hoplidosterus Gilmour, 1962
  - Pixodarus Fairmaire, 1887
- Tribus Macrodontiini Thomson, 1861
  - Macrodontia Lacordaire, 1830
  - Acalodegma Thomson, 1877
  - Acanthinodera Hope, 1835
  - Ancistrotus Audinet-Serville, 1832
  - Chalcoprionus Bates, 1875
- Tribus Macrotomini Thomson, 1861
  - Subtribus Macrotomina Thomson, 1861
    - Macrotoma Audinet-Serville, 1832
    - Analophus Waterhouse, 1877
    - Anomophysis Quentin & Villiers, 1981
    - Anomotoma Quentin & Villiers, 1978
    - Anoplotoma Quentin & Villiers, 1973
    - Arba Quentin & Villiers, 1977
    - Archotoma Quentin & Villiers, 1978
    - Aulacopus Audinet-Serville, 1832
    - Aulacotoma Quentin & Villiers, 1973
    - Bandar Lameere, 1912
    - Brephilydia Pascoe, 1871
    - Chalybophysis Quentin & Villiers, 1981
    - Chondrothrus Gressitt, 1959
    - Cnemoplites Newman, 1842
    - Crossocnemis Quentin & Villiers, 1978
    - Cryptobelus Thomson, 1878
    - Diseoblax Quentin & Villiers, 1981
    - Droserotoma Quentin & Villiers, 1978
    - Erioderus Thomson, 1861
    - Glyphosoma Quentin & Villiers, 1973
    - Gnathonyx Gahan, 1894
    - Hovatoma Lameere, 1912
    - Lachneophysis Quentin & Villiers, 1978
    - Leiophysis Quentin & Villiers, 1973
    - Leiotoma Quentin & Villiers, 1978
    - Leontiprionus Quentin & Villiers, 1973
    - Lundgrenosis Quentin, 1985
    - Macrophysis Quentin & Villiers, 1981
    - Microphysis Komiya & Drumont, 2008
    - Nataloma Corinta-Ferreira & Veiga-Ferreira, 1952
    - Navosomopsis Thomson, 1877
    - Nesopriona Quentin & Villiers, 1973
    - Ochroptera Quentin & Villiers, 1973
    - Paramacrotoma Corinta-Ferreira & Veiga-Ferreira, 1952
    - Phlyctenosis Quentin & Villiers, 1973
    - Pingblax Komiya & Drumont, 2001
    - Ponchelibius Komiya & Drumont, 2007
    - Prinobius Mulsant, 1842
    - Prionotoma Kolbe, 1894
    - Pseudoplites Lameere, 1916
    - Rodriguezius Quentin & Villiers, 1973
    - Rugosophysis Komiya & Drumont, 2008
    - Sarothrogastra Karsch, 1881
    - Seabria Corinta-Ferreira & Veiga-Ferreira, 1952
    - Tagalog Hüdepohl, 1987
    - Tersec Lameere, 1912
    - Trichophysis Quentin & Villiers, 1973
    - Tropidoprion Quentin & Villiers, 1973
    - Typoma Quentin & Villiers, 1978
    - Vandewegheia Bouyer & Susini, 2009
    - Zooblax Thomson, 1877

  - Subtribus Archetypina Lameere, 1912
    - Archetypus Thomson, 1861
    - Aplagiognathus Thomson, 1861
    - Chiasmetes Pascoe, 1867
    - Curitiba Lameere, 1903
    - Eurynassa Thomson, 1864
    - Parastrongylaspis Giesbert, 1987
    - Strongylaspis Thomson, 1861
    - Teispes Thomson, 1864
    - Utra Jordan, 1895

  - Subtribus Basitoxina Lameere, 1912
    - Basitoxus Audinet-Serville, 1832
    - Archodontes Lameere, 1903
    - Ialyssus Thomson, 1864
    - Mallodonhoplus Thomson, 1861
    - Mallodonopsis Thomson, 1861
    - Mecosarthron Buquet, 1840
    - Neoma Santos-Silva, Thomas & Wappes, 2011

  - Subtribus Platygnathina Gilmour, 1954
    - Platygnathus Audinet-Serville, 1832

  - Subtribus Xixuthrina Lameere, 1912
    - Xixuthrus Thomson, 1864
    - Dysiatus Pascoe, 1869
    - Hastertia Lameere, 1912
    - Omotagus Pascoe, 1867
    - Xaurus Pascoe, 1867
- Tribus Mallaspini Thomson, 1861
  - Mallaspis Audinet-Serville, 1832
  - Charmallaspis Galileo & Martins, 1992
  - Esmeralda Thomson, 1861
  - Hileolaspis Galileo & Martins, 1992
  - Insuetaspis Galileo & Martins, 1992
  - Oropyrodes Galileo & Martins, 1992
  - Poecilopyrodes Galileo & Martins, 1992
  - Praemallaspis Galileo & Martins, 1992
  - Pyrodes Audinet-Serville, 1832
  - Scatopyrodes Galileo & Martins, 1992
- Tribus Mallodonini Thomson, 1861
  - Mallodon Lacordaire, 1830
  - Allomallodon Santos-Silva & Galileo, 2010
  - Hisarai Santos-Silva & Martins, 2006
  - Hovorodon Santos-Silva, Swift & Nearns, 2010
  - Neomallodon Linsley, 1957
  - Nothopleurus Lacordaire, 1869
  - Physopleurus Lacordaire, 1869
  - Protorma Waterhouse, 1880
  - Stenodontes Audinet-Serville, 1832
- Tribus Meroscelisini Thomson, 1861
  - Meroscelisus Audinet-Serville, 1832
  - Andinotrichoderes Tippmann, 1960
  - Anoeme Gahan, 1890
  - Clesotrus Quentin & Villiers, 1974
  - Closterus Audinet-Serville, 1832
  - Eboraphyllus Mckeown, 1945
  - Elaptoides Quentin & Villiers, 1974
  - Elaptus Pascoe, 1867
  - Enneaphyllus Waterhouse, 1877
  - Howea Olliff, 1889
  - Hyleoza Galileo, 1987
  - Hystatoderes Lameere, 1917
  - Lasiogaster Gahan, 1892
  - Lulua Burgeon, 1931
  - Microplophorus Blanchard, 1851
  - Monodesmus Audinet-Serville, 1832
  - Nannoprionus Aurivillius, 1907
  - Parelaptus Lameere, 1915
  - Polyoza Audinet-Serville, 1832
  - Prionoplus White, 1843
  - Quercivir Lameere, 1912
  - Rhipidocerus Westwood, 1842
  - Sarifer Kirsch, 1871
  - Schizodontus Quentin & Villiers, 1974
  - Talupes Quentin & Villiers, 1974
  - Tragosoma Audinet-Serville, 1832
  - Trichoderes Chevrolat, 1843
- Tribus Prionini Latreille, 1802[1]
  - Prionus Geoffroy, 1762
  - Apterocaulus Fairmaire, 1864
  - Bifidoprionus Komiya & Keyzer, 2011
  - Braderochus Buquet, 1852
  - Callistoprionus Tippmann, 1953
  - Derobrachus Audinet-Serville, 1832
  - Dorysthenes Vigors, 1826
  - Emphiesmenus Lansberge, 1884
  - Laokaya Pic, 1928
  - Lobarthron Semenov, 1900
  - Logaeus Waterhouse, 1881
  - Macroprionus Semenov, 1900
  - Mesoprionus Jakovlev, 1887
  - Microarthron Pic, 1900
  - Miniprionus Danilevsky, 2000
  - Monocladum Pic, 1898
  - Neosarmydus Fisher, 1935
  - Opisognathus Thomson, 1861
  - Orthosoma Audinet-Serville, 1832
  - Osphryon Pascoe, 1869
  - Pogonarthron Semenov, 1900
  - Polyarthron Audinet-Serville, 1832
  - Polylobarthron Semenov, 1900
  - Prionacalus White, 1845
  - Prionoblemma Jakovlev, 1887
  - Prionocornis Pic, 1928
  - Prionomma White, 1853
  - Priotyrannus Thomson, 1857
  - Psalidocoptus White, 1856
  - Psalidognathus Gray, 1832
  - Psalidosphryon Komiya, 2001
  - Pseudoprionus Pic, 1898
  - Psilotarsus Motschulsky, 1860
  - Titanus Audinet-Serville, 1832
  - Trichoprionus Fragoso & Monné, 1982
- Tribus Remphanini Lacordaire, 1868
  - Remphan Waterhouse, 1835
  - Agrianome Thomson, 1864
  - Olethrius Thomson, 1861
  - Paroplites Lameere, 1903
  - Rhaesus Motschulsky, 1875
  - Rhaphipodus Audinet-Serville, 1832
  - Samolethrius  Vitali, 2008
  - Ulogastra Lansberge, 1884
- Tribus Solenopterini Lacordaire, 1868
  - Solenoptera Audinet-Serville, 1832
  - Derancistrachroma Lingafelter, 2015
  - Derancistrus Audinet-Serville, 1832
  - Elateropsis Chevrolat, 1862
  - Holonotus Thomson, 1861
  - Prosternodes Thomson, 1861
  - Sphenostethus Haldeman, 1848
- Tribus Tereticini Lameere, 1913
  - Tereticus Waterhouse, 1879
  - Aesa Lameere, 1912
  - Bouyerus Drumont, 2007
- Tribus Vesperoctenini Vives, 2005
  - Vesperoctenus Bates, 1891
- genera incertae sedis
  - Afraustraloderes Bouyer, 2012

niet meer geaccepteerde namen
- Derancistrodes Galileo & Martins, 1993 = Solenoptera
- Opheltes Thomson, 1864 = Olethrius
- Parahovatoma Santos Ferreira, 1980 = Nataloma
- Telotoma Quentin & Villiers, 1978 = Macrotoma